# Herman Verelst (journalist)
Herman Verelst (Niel, 27 mei 1921 - Watermaal-Bosvoorde, 16 maart 2005) was een (sport)journalist, televisiepionier en diensthoofd bij de VRT, toen BRT genaamd.
Hij startte in 1946 zijn loopbaan als journalist bij het toenmalige Nationaal Instituut voor de Radio-omroep (NIR). Hij begon bij het journaal en de schoolradio. Vanaf 1954 deed hij ook presentatiewerk voor televisie, onder andere voor het sportprogramma Arena en het culturele magazine Kaleidoscoop. In 1958 ging hij voltijds televisiewerk doen, en was een van de eerste presentatoren van Sportweekend. In 1960 gaf hij verslag van de Olympische Spelen in Rome.
In 1961 werd hij diensthoofd ontspanning binnen de BRT, wat leidde tot de productie van programma's als Binnen en Buiten, Het Manneke, Spel Zonder Grenzen, de zangwedstrijden in het Casino van Knokke, 't Is maar een woord en de zangwedstrijd  Canzonissima. Bij het laatst genoemde programma was hij voorzitter van de jury.
Vanaf 1975 werkte Verelst terug voor de radio als hoofd van Omroep Oost-Vlaanderen van de BRT. In 1978 werd hij directeur van Radio2, het overkoepelende orgaan van de vijf provinciale radiozenders. In 1982 ging hij met pensioen.
- Library of Congress Control Number: no2019050276
- Virtual International Authority File: 8310155566446613380006